# Presidenti di Mauritius
I presidenti di Mauritius si sono succeduti dal 1992, quando fu proclamata la Repubblica.
Il Paese aveva raggiunto l'indipendenza dal Regno Unito nel 1968, divenendo un reame del Commonwealth (regnante Elisabetta II).

## Lista
| Presidente | Presidente | Presidente                           | Mandato          | Mandato          | Partito                        |
| Presidente | Presidente | Presidente                           | Inizio           | Fine             | Partito                        |
| ---------- | ---------- | ------------------------------------ | ---------------- | ---------------- | ------------------------------ |
| 1          |            | Veerasamy Ringadoo                   | 12 marzo 1992    | 30 giugno 1992   | Partito Laburista              |
| 2          |            | Cassam Uteem                         | 30 giugno 1992   | 15 febbraio 2002 | Movimento Militante Mauriziano |
| -          |            | Angidi Chettiar (ad interim)         | 15 febbraio 2002 | 18 febbraio 2002 | Partito Laburista              |
| -          |            | Ariranga Pillay (ad interim)         | 18 febbraio 2002 | 25 febbraio 2002 | Indipendente                   |
| 3          |            | Karl Offmann                         | 25 febbraio 2002 | 1 ottobre 2003   | Movimento Socialista Militante |
| -          |            | Raouf Bundhun (ad interim)           | 1 ottobre 2003   | 7 ottobre 2003   | Movimento Militante Mauriziano |
| 4          |            | Anerood Jugnauth                     | 7 ottobre 2003   | 31 marzo 2012    | Movimento Socialista Militante |
| -          |            | Monique Ohsan Bellepeau (ad interim) | 31 marzo 2012    | 21 luglio 2012   | Partito Laburista              |
| 5          |            | Kailash Purryag                      | 21 luglio 2012   | 29 maggio 2015   | Partito Laburista              |
| -          |            | Monique Ohsan Bellepeau (ad interim) | 29 maggio 2015   | 5 giugno 2015    | Partito Laburista              |
| 6          |            | Ameenah Gurib                        | 5 giugno 2015    | 23 marzo 2018    | Indipendente                   |
| -          |            | Barlen Vyapoory (ad interim)         | 23 marzo 2018    | 26 novembre 2019 | Movimento Socialista Militante |
| –          |            | Eddy Balancy (ad interim)            | 26 novembre 2019 | 2 dicembre 2019  | Indipendente                   |
| 7          |            | Prithvirajsing Roopun                | 2 dicembre 2019  | 6 dicembre 2024  | Indipendente                   |
| 8          |            | Dharam Gokhool                       | 6 dicembre 2024  | in carica        | Partito Laburista              |